# Andert-et-Condon
Andert-et-Condon är en kommun i departementet Ain i östra Frankrike. Kommunen ligger  i kantonen Belley som ligger i arrondissementet Belley. Kommunens areal är 6,94 km². År 2022 hade Andert-et-Condon 335 invånare.
Andert-et-Condon ligger 6 kilometer nordväst om Belley och 40 kilometer sydväst om Ambérieu-en-Bugey. Kommunen är 694 hektar stor och består huvudsakligen av skog och några områden med jordbruksmark.

## Befolkningsutveckling
Antalet invånare i kommunen Andert-et-Condon
Referens: INSEE